# 基氏白鮭
基氏白鮭，為輻鰭魚綱鮭形目鮭科的一種，為溫帶淡水魚，分布於北美洲五大湖流域，本魚體細長而側扁，眼大，體色銀色，鱗片會帶有彩虹色光澤，腹部白色，體長可達35公分，棲息在底中層水域，生活習性不明。